# Tinzeda albosignata
Tinzeda albosignata är en insektsart som först beskrevs av Brunner von Wattenwyl 1878.  Tinzeda albosignata ingår i släktet Tinzeda och familjen vårtbitare. Inga underarter finns listade i Catalogue of Life.